# Pseudofax
Pseudofax is een geslacht van uitgestorven weekdieren uit de klasse van de Gastropoda (slakken). Exemplaren van dit geslacht zijn slechts als fossiel bekend.

## Soorten
- Pseudofax filius Finlay & Marwick, 1937 †
- Pseudofax ordinarius (P. Marshall, 1917) †
- Pseudofax sinusigera Finlay & Marwick, 1937 †